# ホイエルセン
ホイエルセン (ドイツ語: Heuerßen) は、ドイツ連邦共和国ニーダーザクセン州シャウムブルク郡ザムトゲマインデ・リントホルストに属す町村（以下、本項では便宜上「町」と記述する）である。

## 地理

### 位置
コベンゼン地区を含むこの町はシュタットハーゲンとバート・ネンドルフとの間、ビュッケベルクの北西山麓に位置し、かつてはシャウムブルク＝リッペ伯領に属した。この町の農業を主体とするその性格は、今日まで保たれている。

## 歴史
初めて文献上に記録されたのは1224年である。この記述は、シュタットハーゲン近郊ヨハネス修道院への土地の譲渡に関するものである。
ホイエルセンには1960年代末まで、わずか300人ほどしか住民が居なかった。1960年代末から1970年代初めの小さな建築ブームが起こった。旧村落中心部の周りに比較的大きな「新興住宅地」が建設され、人口は飛躍的に増加した。
1990年から再び新しい住宅地が整備され、一部は住宅の隙間を埋めるように建設がなされた。

## 文化と見所

### 建築
- 聖イュルゲン教会（12世紀）

## 経済と社会資本

### 交通
- 最寄りのアウトバーンのインターチェンジは、連邦アウトバーンA2号ハノーファー - ドルトムント線のバート・ネンドルフ・インターチェンジで、約 10 km の距離にある。
- 町の北を、ミンデンとハノーファーとを結ぶ連邦道B65号線が通っている。

## 引用
1. ↑  Landesamt für Statistik Niedersachsen, LSN-Online Regionaldatenbank, Tabelle A100001G: Fortschreibung des Bevölkerungsstandes, Stand 31. Dezember 2023